# Patrice L'Ecuyer
Patrice L'Ecuyer, né le 24 février 1960 à Longueuil, est un animateur de télévision et de radio et acteur québécois. Il est un des animateurs vedettes de la Société Radio-Canada.

## Biographie
Patrice L’Ecuyer a étudié le théâtre au Cégep Lionel-Groulx et a commencé sa carrière en tant que comédien. Pendant 10 ans, il n’a fait que jouer, multipliant les rôles à la télévision et au théâtre, que ce soit entre autres au Théâtre du Nouveau Monde ou au Théâtre Jean-Duceppe à Montréal. Il a participé à la Ligue nationale d'improvisation où il a gagné le trophée du joueur le plus populaire auprès du public en 1988. On a remarqué son grand talent d’imitateur dans plus de neuf émissions Bye bye.
Il a animé, en juin 2015, 2016 et 2017 ainsi en 2018 un des grands galas au Festival Comedie HA! HA! de Québec.
À la fin des années 90, sa carrière prend un tournant décisif : il amorce une carrière d’animateur à la télévision au Québec, puis à la radio, tout en continuant à jouer au petit écran : La Bonne Aventure, L'Héritage, Tribu.com, Le Masque, Santa Maria et surtout la série télé Blanche, qui a fait chavirer des cœurs de téléspectateurs au Québec.
Grand pêcheur devant l’éternel, il adore la pêche à la mouche depuis plus de 20 ans.
Il endosse de différents causes humanitaires, dont celle de la Fondation Richard Adams. Il a été coprésident d’honneur de La Table du Partage pendant neuf ans.
Depuis 2017, il est encanteur émérite de Montréal Passion Vin. Patrice L’Écuyer est également porte-parole de la Fondation de l’Hôpital Maisonneuve-Rosemont (HMR). Adoré du public québécois, il a acquis une renommée exceptionnelle lui permettant d’amasser 20 trophées Artis et 7 prix Gémeaux au cours de sa carrière.
Le rodage de son premier spectacle d’humour en solo Après seulement 32 ans d’absence sur scène débute en mai 2025 partout à travers le Québec. Sa dernière apparition sur scène était en 1993, accompagné de Bernard Fortin, lors de leur spectacle Merci beaucoup!. 

## Carrière

### Animateur
- 1988-1991, 1993-1994, 2008, 2015-2019 : Bye Bye
- 1989 : Gala MétroStar
- 1990-1994, 1999-2001 : Les Détecteurs de mensonges
- 1995-2002 : L'Écuyer
- 1997 : 30 fois Bye Bye (coanimé avec Dominique Michel)
- 2001-2003 : Les beaux parleurs
- 2002-2004 : Qui l'eût cru !
- 2003-2015 : L'union fait la force
- 2004-2007 : Les Missions de Patrice
- 2006-2019 : Des squelettes dans le placard
- 2007-2011 : Le Moment de vérité
- 2011-présent : Prière de ne pas envoyer de fleurs
- 2012-2015 : Un air de famille
- 2015-présent : Silence, on joue !

### Acteur
- 1982-1986 : La Bonne Aventure : Denis Dalpé
- 1984 : La Pépinière : Luc
- 1985-1987 : L'agent fait le bonheur : Jean-Louis
- 1986-1987 : La Clé des champs : déménageur
- 1987-1988 : Passe-Partout : voix de Triolet (3e génération)
- 1988-1990 : L'Héritage (série télévisée) : Siegfrid Veilleux
- 1988-1989 : Ma tante Alice : Henri Boucher
- 1989 : Lance et compte : Louis Marso
- 1993 : Blanche (série télévisée) : Clovis Lauzé
- 1994-1995 : Santa Maria : Richard Léonard
- 1995 : La Présence des ombres : Paul Forest
- 1995 : Les Grands Procès : L'Affaire Sclater : Me Comeau
- 1996 : L'Homme idéal : Georges
- 1997 : Le Masque (série télévisée) : Romain Gabriel
- 1998 : La Petite Vie : Lucien Charest
- 2001-2003 : Tribu.com : Nicolas Bonin
- 2001 : Un gars, une fille : Patrice
- 2012-2019 : Unité 9 (série télévisée) : Benoît Frigon
- 2016 : Les Pêcheurs : lui-même

## Spectacle d'humour
- 1993 : Merci Beaucoup avec Bernard Fortin

## Récompenses
- 1987 - Champion compteur de la Ligue nationale d'improvisation
- 1987 - Prix du public de la Ligue nationale d'improvisation
- 1989 - Champion compteur de la Ligue nationale d'improvisation
- 2005 - Prix du Public lors du Gala MetroStar, personnalité la plus marquante des 20 dernières années
- 2017 - Prix Gemeaux pour meilleur ensemble comédie du Bye bye
- 2018 - Prix Gemeaux pour meilleur ensemble comédie du Bye bye
- 2019 - Prix Gemeaux pour meilleur ensemble comédie du Bye bye[8]

## Radio
- 1988-1990 : Radio Café CJMS
- 1990-1993 : Deux Pistons CKMF-FM
- 1993-1997 : Un matin n’attend pas l’autre CKMF-FM
- 1998-2002 : Y'é pas trop tard (CKOI-FM)
- 2002-2006 : Les avant-midi de Patrice (CKOI-FM)
- 2006-2008 : Les Matins de Montréal (CFGL-FM Rythme FM)